# Plogging
Plogging is een combinatie van joggen en zwerfvuil opruimen. Een samenvoeging van de Zweedse werkwoorden plocka upp (oprapen) en jogga (joggen) leverde het nieuwe Zweedse werkwoord plogga op, waarvan het woord plogging is afgeleid.
Plogging begon rond 2016 als een georganiseerde activiteit in Zweden en verspreidde zich in 2018 naar andere landen, na toenemende bezorgdheid over zwerfafval en plasticvervuiling. Als training zorgt het voor variatie in lichaamsbewegingen door buigen, hurken en strekken toe te voegen aan de hoofdactiviteit van hardlopen of wandelen. Naar schatting 2.000.000 mensen "ploggen" dagelijks in 100 landen.

## Geschiedenis
Erik Ahlström begon te ploggen in de Zweedse hoofdstad Stockholm, toen hij daarheen verhuisde vanuit het skigebied Åre. Hij creëerde de website Plogga om de activiteit te organiseren en vrijwilligers aan te moedigen. Ahlström geeft over de gehele wereld lezingen en plogging verspreidde zich over elk continent van Japan tot Nigeria en India waar de regering zich inzet om plogging-evenementen te organiseren. De Indiase premier Narendra Modi ging zelf aan het ploggen als steun aan de organisaties Swachh Bharat Abhiyaan (Clean India Mission) en Fit India Movement.
Ook in Nederland en België werd plogging gepromoot als intervaltraining.

## Plandelen
Minder inspannend en laagdrempelig is "plandelen" (Engels: trashwalking), een samentrekking van de woorden wandelen en plocka upp of van wandelen en plastic (rapen), een nieuw werkwoord dat onststond zowel in Nederland als in Vlaanderen.

## Fotogalerij

Plogging
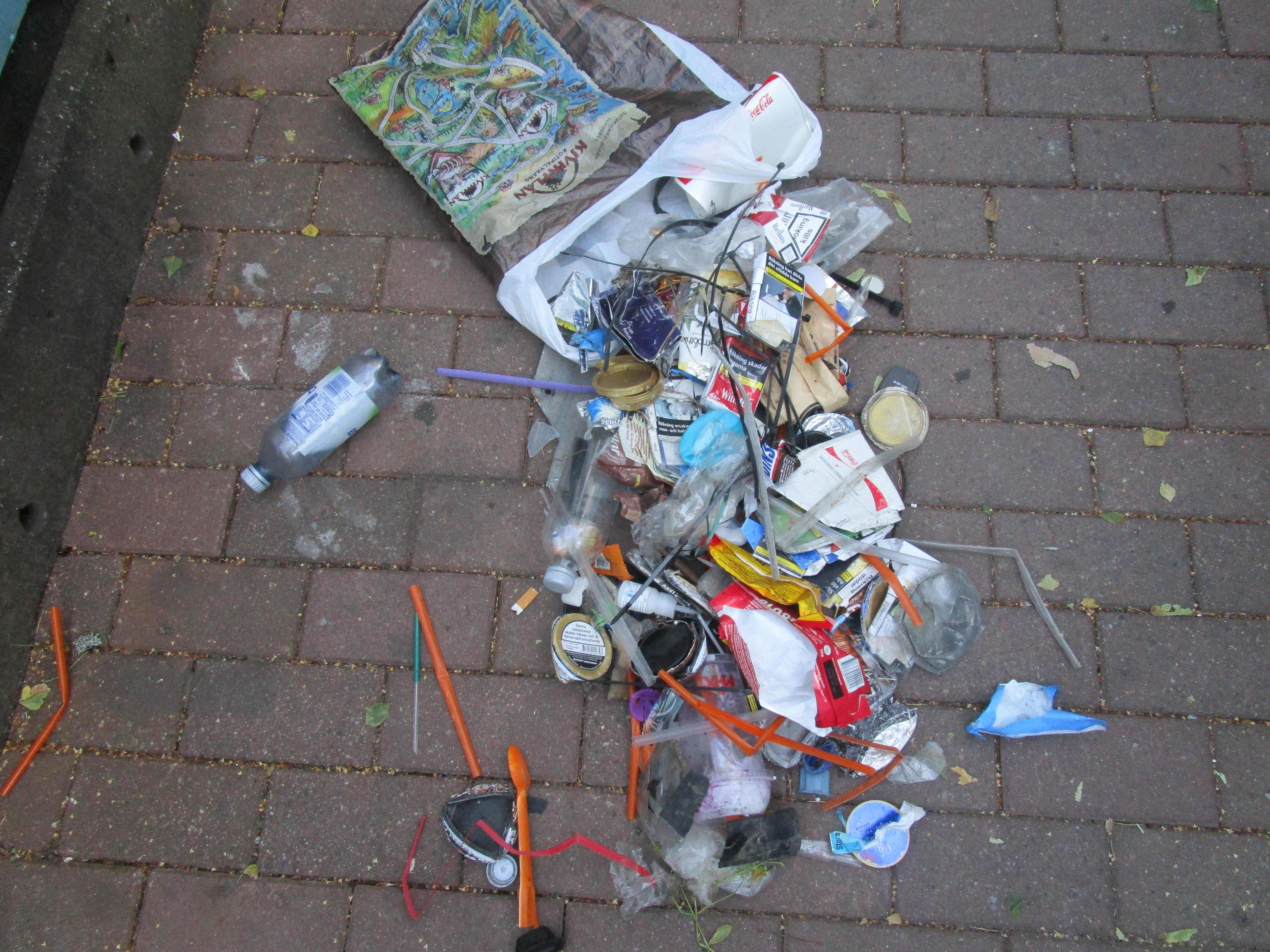
Resultaat van 1 uur plogging in Göteborg, 11 juli 2019.
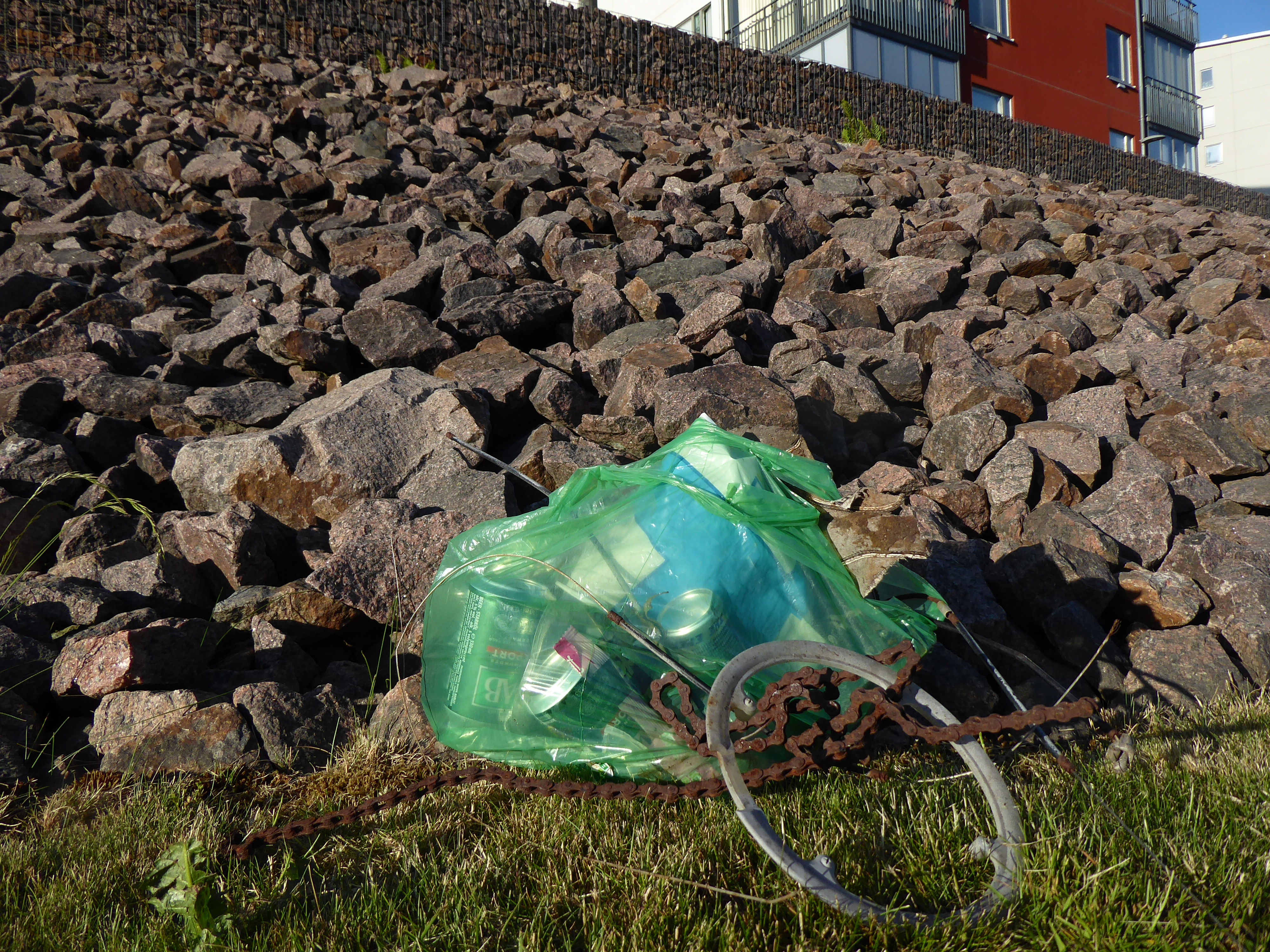
Resultaat van 1 uur plogging in Fräntorp, 31 mei 2020.
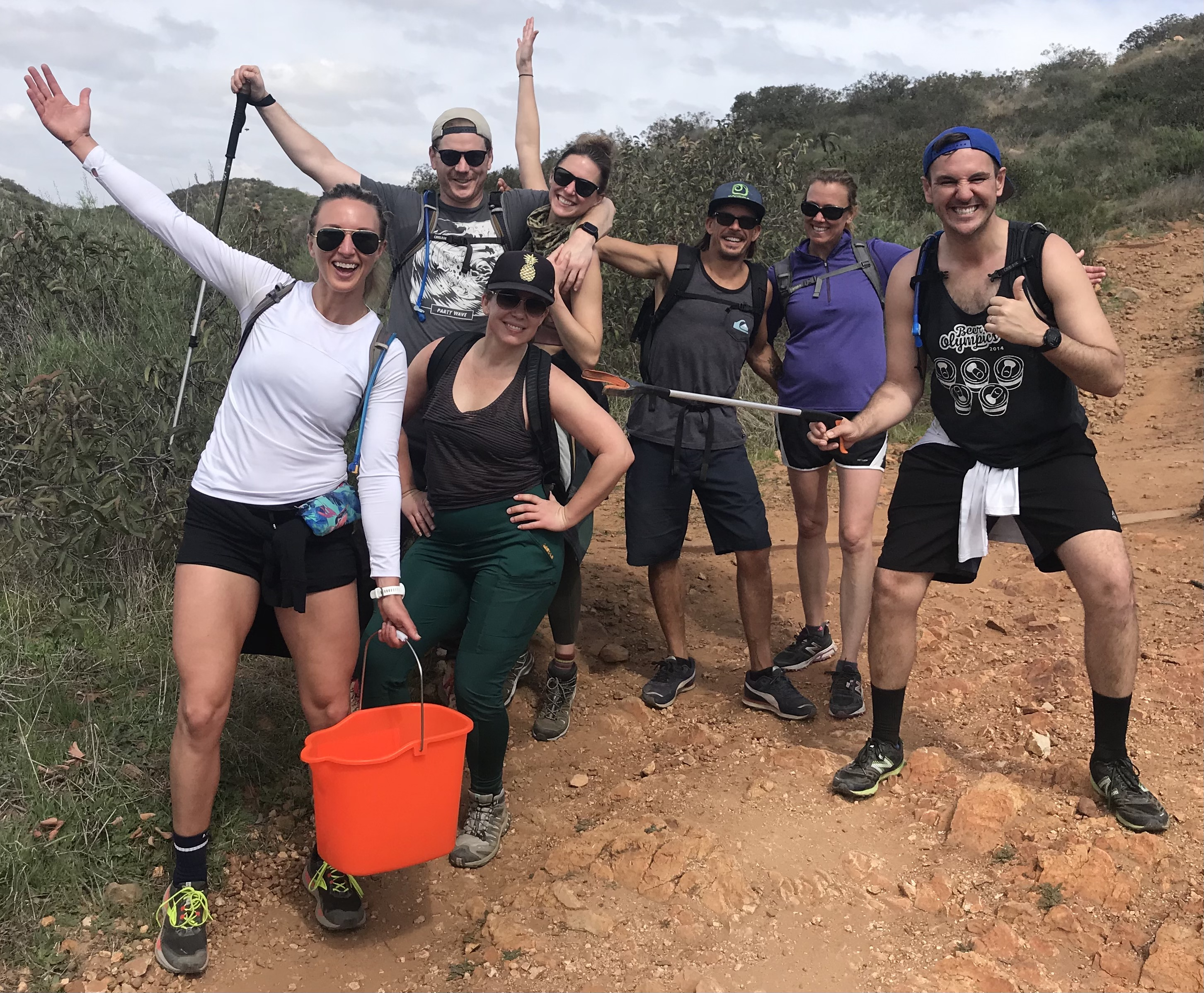
Plogging-groep die zwerfafval opruimt.
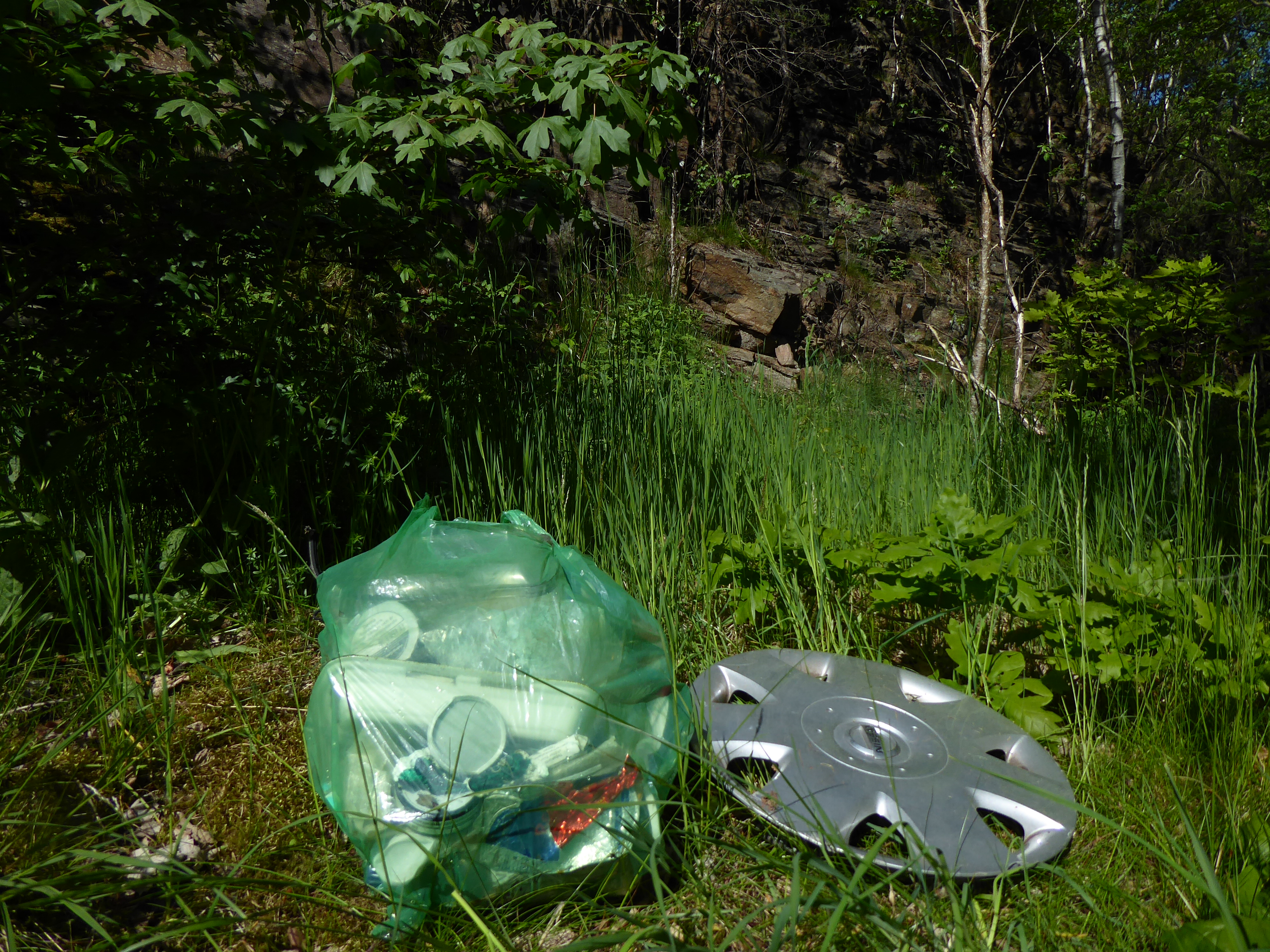
Resultaat van 1 uur plogging in Sävedalen, 29 mei 2020.
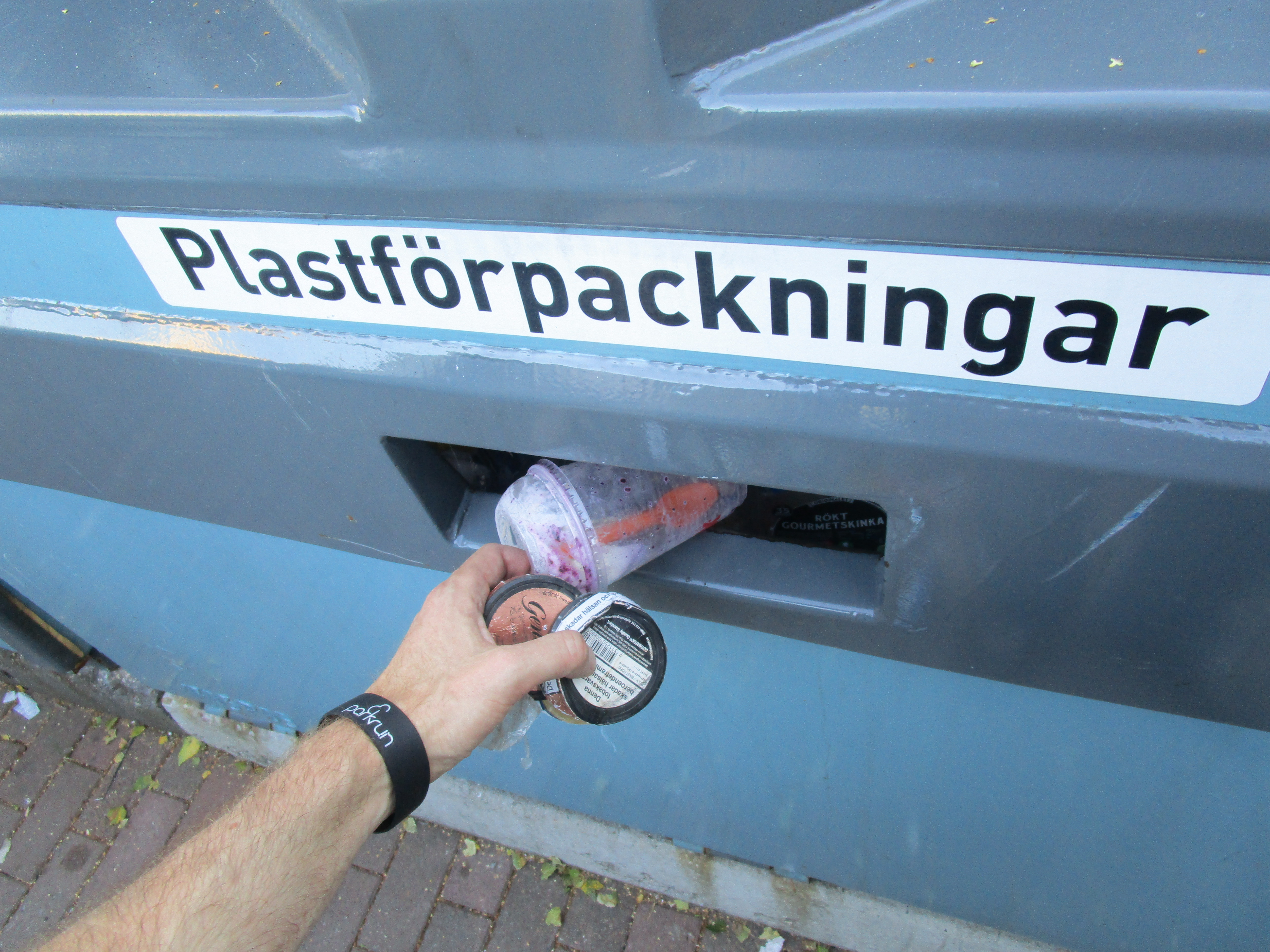
Afsluiting van de plogging-sessie bij het plaatselijke recyclingstation, Göteborg (Zweden) op 11 juli 2019.
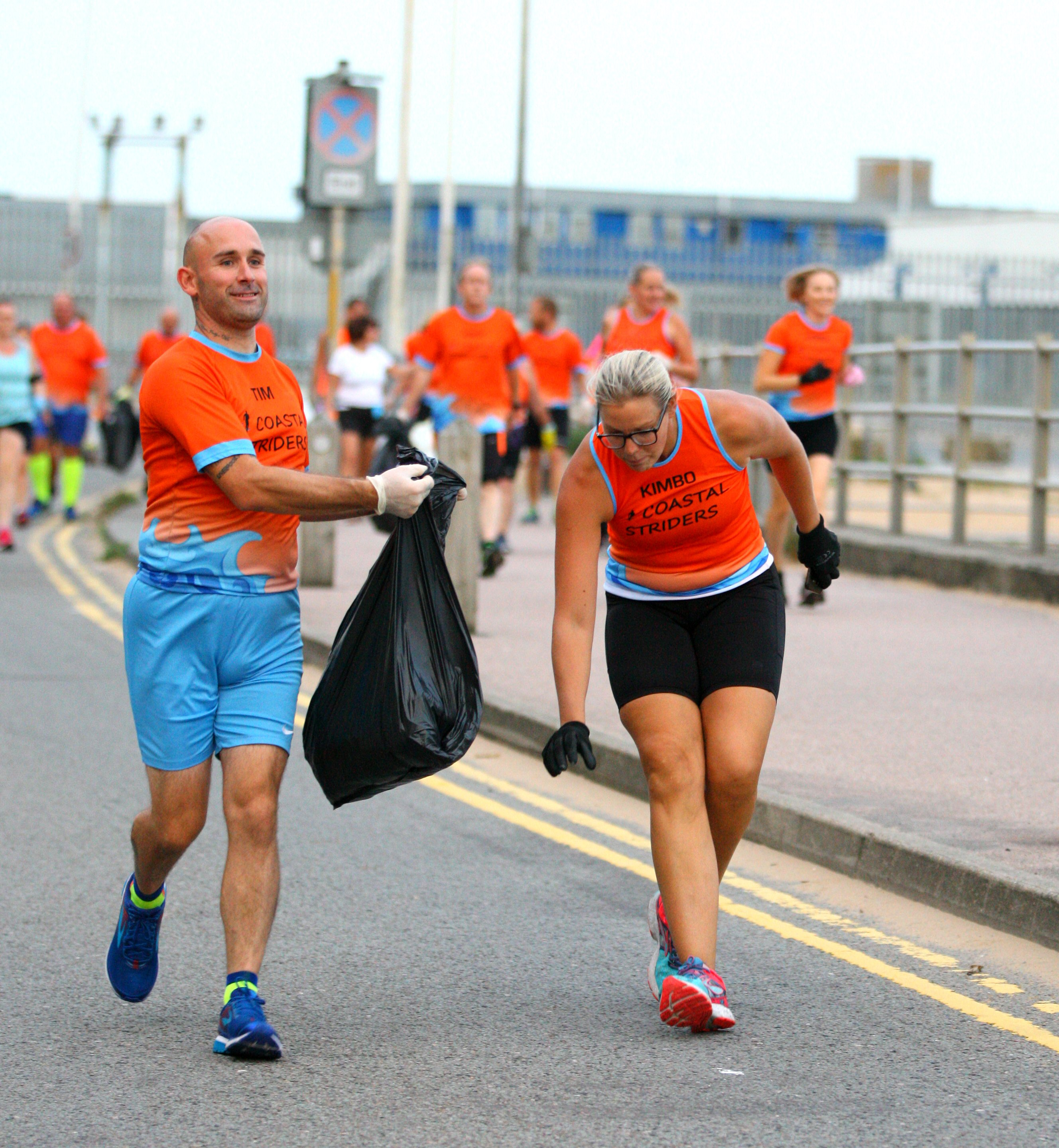
Plogging-evenement in Kent, Engeland.